# Masonville (Iowa)
Masonville è un comune degli Stati Uniti d'America, situato nello Stato dell'Iowa, nella contea di Delaware.